# Oxyopes jianfeng
Oxyopes jianfeng är en spindelart som beskrevs av Song 1991. Oxyopes jianfeng ingår i släktet Oxyopes och familjen lospindlar. Inga underarter finns listade i Catalogue of Life.